# Iwona Chlebicka
Iwona Anna Chlebicka – polska matematyk, doktor habilitowany nauk ścisłych i przyrodniczych, profesor Uniwersytetu Warszawskiego, specjalistka od matematyki stosowanej i równań różniczkowych cząstkowych.

## Kariera naukowa
W 2014 roku na Wydziale Matematyki, Informatyki i Mechaniki Uniwersytetu Warszawskiego uzyskała stopień doktora nauk matematycznych w zakresie matematyki na podstawie rozprawy pt. Hardy–type inequalities and nonlinear eigenvalue problems, której promotorem była prof. Agnieszka Kałamajska. W 2015 roku została zatrudniona na tejże uczelni. W latach 2016–2018 pracowała również w Instytucie Matematycznym Polskiej Akademii Nauk. W 2019 roku Uniwersytet Warszawski nadał jej stopień doktora habilitowanego nauk ścisłych i przyrodniczych w dyscyplinie matematyki na podstawie pracy pt. Bardzo słabe rozwiązania równań różniczkowych z niestandardowym wzrostem.